# WEG RS 1
De VT 400 ook wel Regio-Shuttle genoemd is een diesel treinstel, een zogenaamde lichtgewichttrein met lagevloerdeel voor het regionaal personenvervoer van de Württembergische Eisenbahn-Gesellschaft mbH (WEG).

## Geschiedenis
Oorspronkelijk werd de Regio-Shuttle door ADtranz gebouwd. Toen Bombardier ADtranz overnam, mocht Bombardier de Regio-Shuttle om kartelrechterlijke redenen niet meer bouwen. De licentie kwam toen in handen van Stadler Rail. Bombardier bouwt nu de ITINO, een treinstel dat gebaseerd is op de Regio-Shuttle. Stadler Rail ontwikkelde de trein verder als Regio-Shuttle RS 1.
De Württembergische Eisenbahn-Gesellschaft werd op 13 mei 1899 in Stuttgart opgericht. Er werd tot 1907 gebouwd aan lokaal spoorlijnen in Württemberg.

## Constructie en techniek
Het treinstel is opgebouwd uit een stalen frame met een frontdeel van GVK. Het treinstel heeft een lagevloerdeel. Deze treinstellen kunnen tot drie stuks gecombineerd rijden. De treinen zijn uitgerust met luchtvering.

## Treindiensten
De treinen worden door Württembergische Eisenbahn-Gesellschaft (WEG) ingezet op de volgende trajecten.
- Tälesbahn: Spoorlijn Nürtingen – Neuffen
- Strohgäubahn: Spoorlijn Korntal - Weissach
- Wieslauftalbahn: Spoorlijn Schorndorf - Rudersberg
- Schönbuchbahn: Spoorlijn Böblingen - Dettenhausen

## Foto's

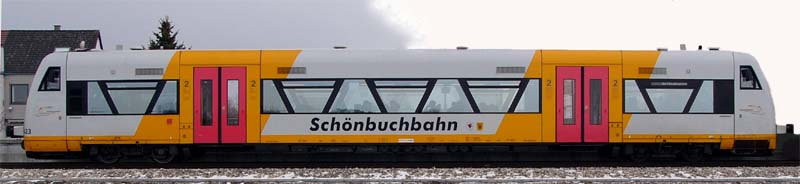